# Horia Dulvac
Horia Dulvac (n. 17 august 1958 în judetul Dolj) este un scriitor român, prozator, și eseist, membru al Uniunii Scriitorilor din România și al Asociației Scriitorilor Profesioniști din România (ASPRO).

## Biografie

### Studiile
În perioada anilor 1973-1978 a urmat cursurile Liceului Colegiul National Frații Buzești din Craiova, fiind membru al cenaclului școlar și colaborator al revistei liceului .
A urmat cursurile Universitații Politehnice din Timișoara, Facultatea de Chimie, între anii 1979-1984, după absolvire lucrând în cercetare. După anul 1990 a absolvit Facultatea de Drept si a urmat cursuri postuniversitare de administrație la Facultatea de Drept și Administrație Publică a Universității de Vest din Timișoara (2001), iar în anul 2012 a obținut titlul de doctor al Universității de Vest din Timișoara în domeniul filosofiei religiei și al filozofiei neopragmatiste. 
În perioada studiilor universitare a fost redactor al revistei Forum Studențesc din Timișoara, membru al cenaclului literar „Pavel Dan” al Casei de Cultură a Studenților Arhivat în 11 august 2015, la Wayback Machine. și prezență activă în mediile culturale studențești. A colaborat cu proză, poezie și reportaje la mai multe reviste de cultura din țară, primind mai multe premii culturale naționale și locale de prestigiu ale vremii.
Între anii 2000-20012 a fost redactor și membru în colegiul de redacție al revistei de cultură Mozaicul din Craiova.

### Debutul
Horia Dulvac a debutat în revista Forum Studențesc din Timișoara în anul 1979 cu un grupaj de poeme, devenind, pe parcursul studiilor universitare, redactor activ al acestei reviste. De asemenea, a fost membru al cenaclului și grupării literare Pavel Dan, precum și prezență culturală activă în mediile literare ale vremii. 
A debutat editorial cu volumul de proze scurte intitulat „Femeia lui Ghidirmic”, apărut la Editura Ramuri din Craiova în anul 1994 cu sprijinul unei burse de finanțare a Fundației Soros pentru o Societate Deschisă.
A colaborat cu poezie, proza, reportaje, eseuri, la revistele de cultură: Orizont, Forum Studențesc, (Timișoara) Viața Studențească, Observator Cultural, (București), Echinox (Cluj), Mozaicul, Ramuri, Scrisul Românesc, Convorbiri Literare (Iași), Familia (Oradea), SpectActor (revistă a teatrului Național din Craiova), Autograf, (Craiova), Argeș, Cafeneaua Literară , Calende (Pitești), Conta (Piatra Neamț), etc. De asemenea, a fost colaborator al unor revistelor de cultură în format electronic: Prăvălia culturală , Omniscop , Egophobia , Orizonturi Culturale Româno Italiene, ș.a.

## Volume publicate
Deși a fost o prezență culturală activă în mediile timișorene între anii 1984-1989, edituri precum Facla (Timișoara) sau Scrisul Românesc (Craiova) i-au refuzat la vremea respectivă ofertele editoriale. Debutul editorial s-a petrecut abia în anul 1994, cu volumul de proze Femeia lui Ghidirmic, apărut la editura Ramuri din Craiova, cu sprijinul unei burse a Fundația Soros. În pofida circulației restrânse, volumul a fost foarte bine primit de critică și mediile culturale naționale. 
În anul 2000 a  publicat la editura Marineasa din Timisoara, volumul de eseuri intitulat „Îngrijorări fără mandat”, care reunește principalele contribuții ale autorului la eseistica culturală între anii 1990-2004, respectiv reunește eseuri publicate în paginile principalelor reviste culturale din țară. 
În anul 2005, ca rod al colaborării cu revista Mozaicul din Craiova, publică la Editura Aius, volumul de eseuri Discursuri și părți, volum apărut cu sprijinul Ministerului Culturii și Cultelor. Volumul a primit premiul "Tiberiu Iliescu" al fundației Gheorghe Țițeica și al revistei Mozaicul.
Tot în anul 2005, a publicat la editura clujeană Grinta, volumul de eseuri "Revanșe ale alterității”. 
După o pauză de circa un deceniu în proză, a publicat în anul 2009, la editura Scrisul Românesc din Craiova, volumul de proze Efect Doppler, carte care a primit premiul Uniunii Scriitorilor din România, filiala Craiova în anul 2010.
Au urmat volumele de eseuri „Feluri de posibil”, apărut la editura Dacia xxi din Cluj Napoca în anul 2011, precum și Fața și cortina, apărut în anul 2013 la editura Tipomoldova din Iași. 
Este prezent cu comunicări în antologiile Autoritatea valorii, valoarea autorității, Eminescu & Caragiale, Fizionomia spațiului public românesc, apărute la editura Aius din Craiova,în anii 2000-2005.
În anul 2016 îi apare la editura Eikon, București, volumul de eseuri Entropie și frumos. Aplicație pe o floare a soarelui, note și postfață de I.B Lefter, iar în anul 2020 publică la editura Diacritic din Timișoara, volumul de poeme Nimeni nu-mi spunea, ilustrația copertei Suzana Fântânariu, postfață de Marcel Tolcea, volum tradus în limba maghiară de Balazs Attila sub titlul Nem Mondta Senki și editat la editura AB Art Kiado, Budapesta, în același an. 
De asemenea, este prezent în volumul de antologie Zona. Prozatori și poeți timișoreni, apărut la Editura Marineasa din Timișoara, în anul 1997, precum și în Dicționarul bio-bibliografic al scriitorilor români din anii 80-90, apărut în anul 2000 la Editura Paralela 45, coordonat de Ioan Bogdan Lefter.
Este prezent în Antologia „Cele mai frumoase proze” apărută în anul 2014 la editura Adenium, Iași.

## Premii literare
În perioada studiilor universitare, a obținut numeroase premii la concursurile literare studențești, ca de exemplu: premiul revistei Ramuri a Uniunii Scriitorilor din Craiova la concursul de proză Zilele Liviu Rebreanu desfășurat la Bistrița în anul 1984, premiul pentru proza la faza națională a Festivalului Artei și Creației Studențești din anul 1983, ș.a.
În anul 1992 a primit premiul pentru publicistică culturală al revistei Ramuri a Uniunii Scriitorilor din Craiova.
Între anii 1998 și 2014, a fost redactor, respectiv membru în colegiul de redacție, al revistei de cultură craiovene Mozaicul.
În anul 2005 a primit premiul Tiberiu Iliescu al revistei Mozaicul, pentru volumul de eseuri Discursuri și părți, apărut la editura "Aius" din Craiova. 
De asemenea, în anul 2007 a primit premiul pentru eseu al revistei și Fundației Scrisul Românesc din Craiova.
După editarea volumului Efect Doppler, apărut la editura Scrisul românesc din Craiova în anul 2008, a primit premiul pentru proză al Uniunii Scriitorilor filiala Craiova.
În anul 2017 , piesa de teatru Rigor Mortis. O simplă criză de sațietate a fost premiată la Festivalul de teatru Botoșani. Piesa a fost jucată în cadrul  unui  spectacol lectură la Teatrul Național din Craiova în anul 2019.  În anul 2018, piesa de teatru Muzeul pipăielilor a primit marele premiu la același concurs de dramaturgie de la Botoșani. 

## Repere bibliografice (selectiv)

### Volume publicate
- „Femeia lui Ghidirmic”, proză, editura Ramuri, Craiova, 1994 – volum apărut cu o bursă a Fundației pentru o Societate Deschisă
- „Îngrijorări fără mandat”, eseuri, editura Marineasa, Timișoara, 2000
- „Discursuri și părți”, eseuri, editura Aius, Craiova, 2005
- „Revanșe ale alterității”, eseuri, editura Grinta, Cluj Napoca, 2005
- Comunicări în antologiile „Autoritatea valorii, valoarea autorității”, „Eminescu &Caragiale”, „Fizionomia spațiului public românesc”, editura  Aius, Craiova, 2000-2005, etc
- „Efect Doppler”, proză, editura Scrisul Românesc, Craiova, 2009
- „Feluri de posibil”, eseuri, editura Dacia xxi, Cluj Napoca, 2011
- „Fața și cortina”, eseuri, ed. Tipomoldova, Iași, 2013
- "Cele mai frumoase proze ale anului", Antologie ed.Adenium 2014
- "Efect Doppler", editia a II-a, editura Tracus Arte, Bucuresti, 2016
- "Entropie și frumos; aplicație pe o floare a soarelui", eseuri, editura Eikon, postfață și note de IB Lefter,  București,2017
- "Nimeni nu-mi spunea", poeme, editura Diacritic, Timișoara, coperta Suzana Fântânariu, postfață Marcela Tolcea, 2020
- "Nem Mondta Senki", editura AB Art Kiado 2020, Budapesta, traducere în limba maghiară realizată de Balazs Attila, a volumului de poeme Nimeni nu-mi spunea;
- "În digestie", poezie, editura Vinea, București, copertă de Suzana Fântânariu, 2021
- "În fertil" – proză, editura Charmides, Bistrița, coperta Suzana Fântânariu, postfață/ coperta a patra de Andrei Codrescu, 2021

### În volume
- „Zona. Prozatori și poeți timișoreni din anii 80 și 90”, editura Marineasa, Timișoara, 1997, pag. 171-175
- Petru Cârdu, prezentare pe coperta a patra a volumului de proze „Femeia lui Ghidirmic”, editura Ramuri, Craiova, 1994
- Ion Bogdan Lefter, „Scriitori români din anii 80-90. Dicționar biobibliografic”, vol.1 (A-F), Editura Paralela 45, Pitești, 2000, pag. 231-232
- Florea Firan, „Profiluri și structuri literare. Contribuții la o istorie a literaturii române. 1945-2005”, editura Socrate, Craiova, 2007
- C. M. Popa, „Ceremonialul urgenței”, în „Brațul de la Lepanto”, editura Scrisul Românesc, Craiova, 2003, pag. 142-146

### În periodice
- Paula Romanescu , „Vânător de chipuri și măști”, revista Viața Românească, nr.10-11, 1999, pag. 192-193
- Daniela Godja, „Grijile celor fără mandat”, revista Vatra, nr.11-12, 2003
- Paul Aretzu, „Discursul între logos și mimesis”, în Ramuri, nr. 5-6, mai - iunie 2005, pag. 8-9
- Onu Mădălin, „Horia Dulvac- Discursuri și părți”, în revista Egophobia, nr.7/2005
- Nicolae Coande, în cotidianul Gazeta de Sud, 4 iulie 2010
- George Popescu „Horia Dulvac sau funcția hieratică a de-scrierii...” în revista Autograf MJM, nr.1-3 (30-32), Craiova, 2010, pag.5
- Ionel Bușe, „Efect Doppler sau despre hierofania tatălui”, în Scrisul Românesc, an 8, serie nouă, nr.1(77), ianuarie 2010, pag. 21
- Ioan Moldovan, „Horia Dulvac: Efect Doppler”, în Familia, seria V, an 46(146), nr.2(531), februarie 2010, pag. 135
- Ion Bogdan Lefter, „An mediu cu jurnalul lui Radu Petrescu”, revista Cultura, ianuarie 2010
- Nicolae Coande, „Horia Dulvac - Efect Doppler”, în revista Cultura, septembrie 2010 Arhivat în 11 august 2014, la Wayback Machine.
- Virgil Diaconu, „Nici morții nu mai sunt ce-au fost, sau „Fetuși palizi de căprioară suspinau ofiliți în medalioane””, în Spații Culturale, nr.9, martie-aprilie 2010
- Gyorfy Deak Gyorgy, „Deplasarea dinspre roșu”, în revista Caiete Silvane, martie 2010
- Tudor Nedelcea (coord.), „Dicționarul biobibliografic al membrilor Uniunii Scriitorilor filiala Craiova, ed. Aius, Craiova, 2010, pag.97-98[nefuncțională]
- Dumitru Augustin Doman, „Prozele eseistului Horia Dulvac”, în revista Argeș, iulie 2011
- Andrei Codrescu, „Horia Dulvac - Efect Doppler”, în Exquisite Corpse- Journal of Letters and Life, ianuarie 2011
- Ioan Moldovan, Poetul ca programator, revista familia, Oradea, aprilie 2020 [7],pag. 11-13, cronică la volumul de poeme Nimeni nu-mi spunea
- Lucian Scurtu, Reproșuri demistificate, revista Familia, oct. 2020[8], pag. 108-110, cronică la volumul de poeme Nimeni nu-mi spunea
- Kegl Ildiko, Nehany Gondolat Dulvac Koleszeterol, postfață la traducerea în limba maghiară de către poetul și traducătorul Balazs Attila a volumului de poeme Nimeni nu-mi spunea (Nem Mondta Senki) , eitura AB Art Kiado, Budapesta 2020
- Revista Mozaicul din august 2018 (nr. 8/238)[9] îi dedică lui Horia Dulvac paginile 3-6, în care sunt publicate următoarele articole: Nicolae Coande, domnul H. D.; Ionel Bușe, Frumosul ca ordine contemplativă a entropicului; Ion Militaru, Omagiu pentru prieten; Sorin Antohi, Regăsiri: un prieten, o generație, un trecut; Liviu Antonesei, Povestea unei „mici capodopere”; Xenia Negrea, Pluralități; Ion Munteanu, Despre discurs și părți, cu metodă; Julien Caragea, Portretul încojurat de secunde;